# Philippe Henri Joseph d'Anselme
 (juillet 2023).
Philippe Henri Joseph d'Anselme (30 août 1864 - 26 mars 1936) est un général de division français associé à la Première Guerre mondiale.

## Biographie
Philippe d'Anselme est né le 30 août 1864 à Voreppe (Isère) et meurt le 26 mars 1936 à Aix-en-Provence (Bouches-du-Rhône).
Il est le fils de Charles d'Anselme (1821-1902) et de Louise d'Agoult (1838-1906).
Il épouse Roseline de Villeneuve Esclapon (1870-1944) le 14 novembre 1893. Ils auront deux fils qui combattront pendant la Première guerre mondiale.
Il est actif, en particulier dans les Balkans (Armée française d'Orient) et à Odessa, dans la période qui a suivi les Révolutions russes de 1917.
Son arrière petit neveu Henri d'Anselme intervient en 2023 lors de l'attaque au couteau à Annecy lors d'un tour de France des cathédrales.

### Grades
- 27/10/1883 : élève à Saint-Cyr
- 01/10/1885 : sous-lieutenant
- 07/03/1889 : lieutenant
- 24/12/1894 : capitaine
- 23/06/1907 : chef de bataillon
- 23/12/1912 : lieutenant-colonel
- 01/11/1914 : colonel
- 23/12/1915 : général de brigade
- 26/10/1918 : général de division
- 09/07/1918 et 07/02/1924 : rang et prérogatives de commandant de corps d'armée

### Postes
- 24/09/1912 : chef d'état-major des troupes d'occupation du Maroc Oriental.
- 18/11/1914 : commandant du  1er Régiment de Tirailleurs Algériens
- 11/05/1915 : commandant de la 1re Brigade d'Infanterie Marocaine
- 22/01/1916 : commandant de la  127e Division d'Infanterie
- 09/07/1918 : commandant du 1er Groupement de Divisions de l'Armée d'Orient
- 10/06/1919 : à la disposition du ministre de la Guerre
- 04/09/1919 : en disponibilité
- 10/09/1919 : commandant de la  38e Division d'Infanterie
- 07/02/1924 : commandant de la division d'occupation de Tunisie
- 05/03/1926 : commandant supérieur des troupes de Tunisie
- 30/08/1926 : placé dans la section de réserve

## Distinctions

### Décorations françaises
- Grand officier de la Légion d'honneur (décret du 16 juin 1920)[1].
  -  Commandeur de la Légion d'honneur (décret du 18 avril 1918)
  -  Officier de la Légion d'honneur (décret du 10 avril 1915)
  -  Chevalier de la Légion d'honneur (décret du 11 juillet 1908)
- Croix de guerre 1914-1918
- Médaille interalliée 1914-1918
- Médaille commémorative de la guerre de 1914-1918

### Décorations étrangères
- Croix de guerre ( Belgique)
- Chevalier de l'Ordre royal de Saint-Maurice et Saint-Lazare ( Italie)
- Chevalier commandeur de l'Ordre du Bain ( Royaume-Uni)
- Compagnon de l'Ordre de Saint-Michel et Saint-Georges ( Royaume-Uni)